# The beautiful people (programa de televisión)
The beautiful people fue un docu-reality (palabra formada por documental y reality show) chileno sobre famosos del espectáculo local que debutó el miércoles 10 de enero de 2007. Se emitió los miércoles a las 22:00 en Chilevisión. 
El programa dirigido por Rodrigo García (Garcini) y producido por Cristián Inostrosa surgió luego del éxito de Agenda de una novia, sección del programa de farándula Primer plano realizado por el mismo equipo que seguía los preparativos de la boda de la modelo Pamela Díaz. Este singular programa es el primero en su género en Chile convirtiéndose en un referente para el medio.
De dicho programa también emergió Maxi Fuentes (maquillador, mejor amigo y confidente de Alvarado) quien obtiene mucha notoriedad llegando a marcar un peak de 30 puntos de índice de audiencia en el primer capítulo del reality. Esto lo catapulta como personaje de la farándula y opinólogo.
Equipo realizador:
Director general: Rodrigo García Quijada (Garcini)
Productor General: Cristián Inostrosa
Editor periosdístico: Carlos Valencia 
Productora: Mitzi Saldivia
Dirección Segunda Unidad y Montaje: Macarena Merino y Alex Pelayo
Camarógrafos: Christian Vásquez y Cristián Romero
Posproducción de Audio: Jorge Acevedo
Asistente de Producción: "Tito" Trunk
Productor en Terreno: Nallip El-Far
Periodista: Marjorie Fuentes

## Episodios
1. Anita Alvarado
2. Anita Alvarado
3. Anita Alvarado
4. Pablo Ruiz
5. Gabriele Benni
6. Anita Alvarado en Japón
7. Anita Alvarado en Japón
8. Katherine Orellana
9. Miguel El Negro Piñera
10. Paty Cofré
11. Sarita Vásquez
12. Fernando El Mago Larraín
13. Patricia Maldonado
14. Anita Alvarado

## Controversia
Gran impacto causaron las imágenes de Anita Alvarado desnuda en el programa, lo que generó portada y titulares en gran parte de los medios de comunicación. También causó expectación el viaje a Japón de la "Geisha Chilena", donde se reunió con su exesposo Yuji Chida.